# بروج (القطن)

'

تعديل مصدري - تعديل

بروج هي إحدى قرى عزلة القطن بمديرية القطن التابعة لمحافظة حضرموت، بلغ تعداد سكانها 1562 نسمة حسب تعداد اليمن لعام 2004.